# Pervomaïske (raïon de Pokrovsk)
Pervomaïskoïe
Pour les articles homonymes, voir Pervomaïsk.
Pervomaïske (ukrainien : Первомайське) ou Pervomaïskoïe russe : Первомайское), littéralement « du Premier Mai », est une ville de l'oblast de Donetsk, en Ukraine. Sa population s'élevait à 2 208 habitants en 2001.

## Géographie
Pervomaïski est située entre Donetsk et Karlivka.

## Histoire
Le ministère russe de la Défense a confirmé la capture de Pervomaiske le 13 avril 2024 .